# Мужская гимназия (Новочеркасск)
Мужская гимназия — бывшее учебное заведение в городе Новочеркасске. В настоящее время в здании функционирует школа № 3 им. атамана М. И. Платова. Здание является объектом культурного наследия федерального значения.

## История
Здание школы находится по красной линии проспекта Ермака (д. 92) и замыкает большую часть квартала. Возведено в 1875 году, автор проекта — архитектор А. А. Кампиони.
В здании два этажа, построено из кирпича, под железной кровлей. Три немного выпирающих ризалита, мерный ритм оконных проёмов в прямоугольных наличниках создают его архитектурный вид. Первый этаж здания рустован, второй венчают карниз с дентикулами и парапет с маленьким лучковым полуфронтоном. В среднем ризалите находится главный вход. В гимназии существовала своя домовая церковь. 
Постройка в плане имеет сложную конфигурацию. В её основе коридорная система, классные комнаты размещены с обеих сторон.
Согласно мемориальной табличке, установленной в 1970 году, среди известных выпускников мужской гимназии историк В. Д. Сухоруков, народоволец В. Д. Генералов, агент «ленинской Искры» С. В. Андронов, геолог и географ И. В. Мушкетов, художник И. И. Крылов, композитор И. П. Шишов, Герой Советского Союза К. В. Сухов. Однако Сухоруков и Мушкетов, а также дипломат П. М. Власов учились в здании гимназии, находившемся на этом же месте до 1875 года.